# Šťáhlavice
Šťáhlavice (německy Stiahlawitz) jsou velká vesnice, část obce Šťáhlavy v okrese Plzeň-město v Plzeňském kraji. Nachází se asi dva kilometry jihovýchodně od Šťáhlav. Prochází tudy železniční trať Rokycany–Nezvěstice, na které byla 17. prosince 1944 zřízena zastávka. Je zde evidováno 466 adres. V roce 2011 zde trvale žilo 492 obyvatel. Šťáhlavice jsou také název katastrálního území o rozloze 6,6 km².
Nacházejí se zde i některé tábornické osady, jako je například osada Tuleňů, Komárů, Medvědů. Každoročně se zde konají táboráky. Funguje zde SDH Šťáhlavice a také TJ Sokol Šťáhlavice. Za poslední roky se pravidelně pořádají dětské i dospělé hasičské soutěže, bály, vzmachy lidu či Ladovská zabijačka.

## Historie
První písemná zmínka o vesnici pochází z roku 1379.

## Obyvatelstvo
| Rok            | 1869 | 1880 | 1890 | 1900 | 1910 | 1921 | 1930 | 1950 | 1961 | 1970 | 1980 | 1991 | 2001 | 2011 | 2021 |
| -------------- | ---- | ---- | ---- | ---- | ---- | ---- | ---- | ---- | ---- | ---- | ---- | ---- | ---- | ---- | ---- |
| Počet obyvatel | 437  | 426  | 431  | 412  | 375  | 417  | 481  | 448  | 450  | 451  | 429  | 401  | 389  | 492  | 609  |
| Počet domů     | 51   | 58   | 58   | 58   | 62   | 64   | 84   | 116  | 116  | 123  | 127  | 145  | 157  | 173  | 207  |

## Obecní správa
Při sčítání lidu v letech 1850–1959 Šťáhlavice byly samostatnou obcí, se kterým patřily nejprve do okresu Plzeň, ale v roce 1950 v okrese Plzeň-okolí. Od roku 1960 jsou částí obce Šťáhlavy v okrese Plzeň-jih, ale od 1. ledna 2007 v okrese Plzeň-město.

## Pamětihodnosti
- Kaple
- Usedlosti čp. 23 a 24